# Gasoline
Gasoline – piosenka południowoafrykańskiego zespołu Seether. Jest to pierwszy utwór na płycie Disclaimer.

## Teledysk
Teledysk przedstawia zespół grający w ciemnym pomieszczeniu oraz dziewczynę otoczoną czasopismami o modzie oraz kosmetykami. W pewnym momencie na jej twarzy pojawiają się słowa „liar” (kłamca) i „hypocrite” (hipokrytka), które próbuje wymazać używając kosmetyków. Po drugim refrenie okazuje się, że zespół grał za ścianą pokoju dziewczyny, zaś wokalista, Shaun Morgan, przedziera się przez lustro tam umieszczone i podpala czasopisma.

## Lista utworów
1. „Driven Under” (wersja akustyczna)
2. „Broken” (wersja akustyczna)
3. „Gasoline” (wersja radiowa)
4. „Gasoline” (wersja demo)
5. „Tied My Hands” (wersja akustyczna)

## Listy przebojów
| Lista (2003)              | Najwyższa pozycja |
| ------------------------- | ----------------- |
| US Mainstream Rock Tracks | 8                 |
| US Modern Rock Tracks     | 37                |